# 小錦八十吉 (初代)

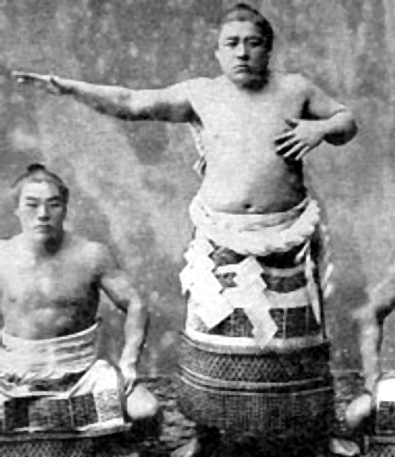

初代小錦八十吉（日语：／ Konishiki Yasokichi，1866年11月21日—1914年10月22日），本名岩井八十吉，日本千葉縣山武郡出身的前大相撲力士，第17代橫綱。他身高1.68米，重128公斤。他所屬的相撲部屋是高砂部屋。

## 生涯
小錦八十吉在1883年5月開始專業相撲比賽，在1888年5月到達幕內級別。在幕內時期勝出39次，在1890年5月昇為大關，在1896年3月被吉田司家授予橫綱證書。他雖然技能較弱但速度較快。
在他升到橫綱的時候，他的部屋親方高見山宗五郎患了病，所以小錦照顧了他。儘管他有驚人的亮相，但他作為橫綱沒有贏得任何冠軍。1900年4月8日，他的部屋親方死了。下一屆比賽缺席，並於1901年1月引退。
夏威夷出生的薩摩亞人大關小錦八十吉 (6代)就是以他的名字命名的。